# 太田勝造
太田 勝造（おおた しょうぞう、1957年 - ）は、日本の法学者。東京大学教授を経て、明治大学法学部教授。新堂幸司の弟子。

## 人物
専攻の民事訴訟法のほか、法社会学、法と経済学なども研究している。ADRや交渉学についても詳しい。
1976年、東京大学理科I類に入学後、法学・政治学に興味をもち始め、三年生から法学部に転部。なお、理科から法学部に進学を許可されたのは毎年5名内外の成績抜群のものに限られたうえ、その後2年間で法学部を修了するのは非常に困難であった。
半年ほど、講義に出ず法学方法論や法哲学、法社会学等の専門書を読む（ジェローム・フランク『裁かれる裁判所』、カール・レンナー『私法制度の社会的機能』、星野英一『民法論集』第一巻・第二巻など）。医療過誤訴訟の実態調査のためのアルバイトに応募して裁判所記録の調査、当事者への面接調査をしたことがきっかけで、川島武宜『科学としての法律学』、六本佳平『民事紛争の法的解決』、ニクラス・ルーマン『法社会学』等を読み、「科学としての法律学」の可能性に興味を持つ。三年生の冬、碧海純一『法哲学概論』の大きな影響を受け、カール・ポパー『自由社会の哲学とその論敵』やコンラート・ローレンツ『攻撃―悪の自然誌』、トマス・クーン『科学革命の構造』等も読む。
先のアルバイトの影響で、四年生では民事訴訟法を専門にしようと決心し、新堂幸司の論文をコピーし、三ヶ月章の『民事訴訟法研究』全七巻を購入して読む。
法学部を卒業後、ただちに同大学院法学政治学研究科の民刑事法専門課程に入学し、新堂幸司の指導下で民事訴訟法を専攻。1981年末に提出された修士論文『証明論の基礎――事実認定と証明責任のベイズ論的再構成――』は、修士論文として最高に近い評価を受けた。優秀な修士論文は、簡潔にして法学協会雑誌へ登載するのが慣例であったが、太田の論文は新堂の勧めもあり一冊の本として出版された。
カリフォルニア大学バークレー校ロー・スクールで在外研究中、アメリカの法と経済学のパイオニアであるロバート・クーターと知り合って友人となり、後にクーターの論文を数編日本語に翻訳した。
法社会学、法と経済学など各分野で多数の論文を発表しており、吉野一、加賀山茂、櫻井成一朗、新田克己、鈴木宏昭と共に著した「事例問題に基づく法律知識ベースおよび論争システムを活用した法創造教育」は、2006年1月24日に社団法人・私立大学情報教育協会主催の「平成18年度全国大学IT活用教育方法研究発表会」において伊吹文明より文部科学大臣賞を受賞した。

## 略歴
- 1957年 - 大分県に生まれる
- 1980年 - 東京大学法学部卒業
- 1982年 - 東京大学大学院法学政治学研究科民刑事法専門課程修士課程修了（法学修士）、東京大学法学部助手
- 1984年 - 名古屋大学法学部助教授
- 1991年 - 東京大学大学院法学政治学研究科助教授
- 1997年 - 同教授、ミシガン大学ロースクール客員教授（〜1998年）
- 2019年 - 東京大学退職[8]、明治大学法学部教授に就任[9]
- 2023年 - 大学対抗交渉コンペティション運営委員会委員長に就任

## 著作

### 単著
- 『裁判における証明論の基礎―事実認定と証明責任のベイズ論的再構成』（弘文堂、1982年）
- 『民事紛争解決手続論』（信山社、初版1990年、新装版2008年）
- 『法律〔社会科学の理論とモデル7〕』（東京大学出版会、2000年）日本法社会学会奨励賞 2000年著書部門受賞

### 編著
- 『チャレンジする東大法科大学院生―社会科学としての家族法・知的財産法の探求』（商事法務、2007年）
- 『「法曹の質」の検証―弁護士に求められるもの―』（商事法務、2008年）
- 『日本人の弁護士イメージ』（商事法務、2011年8月）

### 共編著
- （細江守紀）『法の経済分析―契約、企業、政策』（勁草書房、2001年）
- （和田仁孝、阿部昌樹）『交渉と紛争処理〔Series Law in Action III〕』（日本評論社、2002年）
- （和田仁孝、阿部昌樹）『法と社会へのアプローチ〔Series Law in Action I〕』（日本評論社、2004年）
- （野村美明）『交渉ケースブック』（商事法務、2005年）
- （草野芳郎）『ロースクール交渉学』（白桃書房、2005年）
- （ダニエル・フット、濱野亮、村山眞維）『法社会学の新世代』（有斐閣、2009年）
- （ダニエル・フット）『現代日本の紛争処理と民事司法 (3)：裁判経験と訴訟行動』（東京大学出版会、2010年9月）

### 翻訳
- ロバート・クーター、トーマス・ユーレン『法と経済学』（商事法務研究会、1990年）
- ロバート・クーター、トーマス・ユーレン『新版・法と経済学』（商事法務研究会、1997年）
- ロバート・クーター『法と経済学の考え方―政策科学としての法律学〔「法と経済学」叢書III〕』（編訳書、木鐸社、1997年）
- エリック・ポズナー（英語版）『法と社会規範―制度と文化の経済分析〔「法と経済学」叢書IV〕』（監訳書、木鐸社、2002年11月）
- アントニィ・Ｗ・ドゥネス、ロバート・ローソン『結婚と離婚の法と経済学〔「法と経済学」叢書V〕』（監訳書、木鐸社、2004年11月）
- ゲアリー・Ｅ・マルシェ『合理的な人殺し：犯罪の法と経済学〔「法と経済学」叢書VII〕』（監訳書、木鐸社、2006年08月）
- サナ・ルー『法，疫学，市民社会：法政策における科学的手法の活用〔「法と経済学」叢書VIII〕』（津田敏秀との共監訳書、木鐸社、2009年3月）